# Dreifaltigkeitskirche (Scherbda)

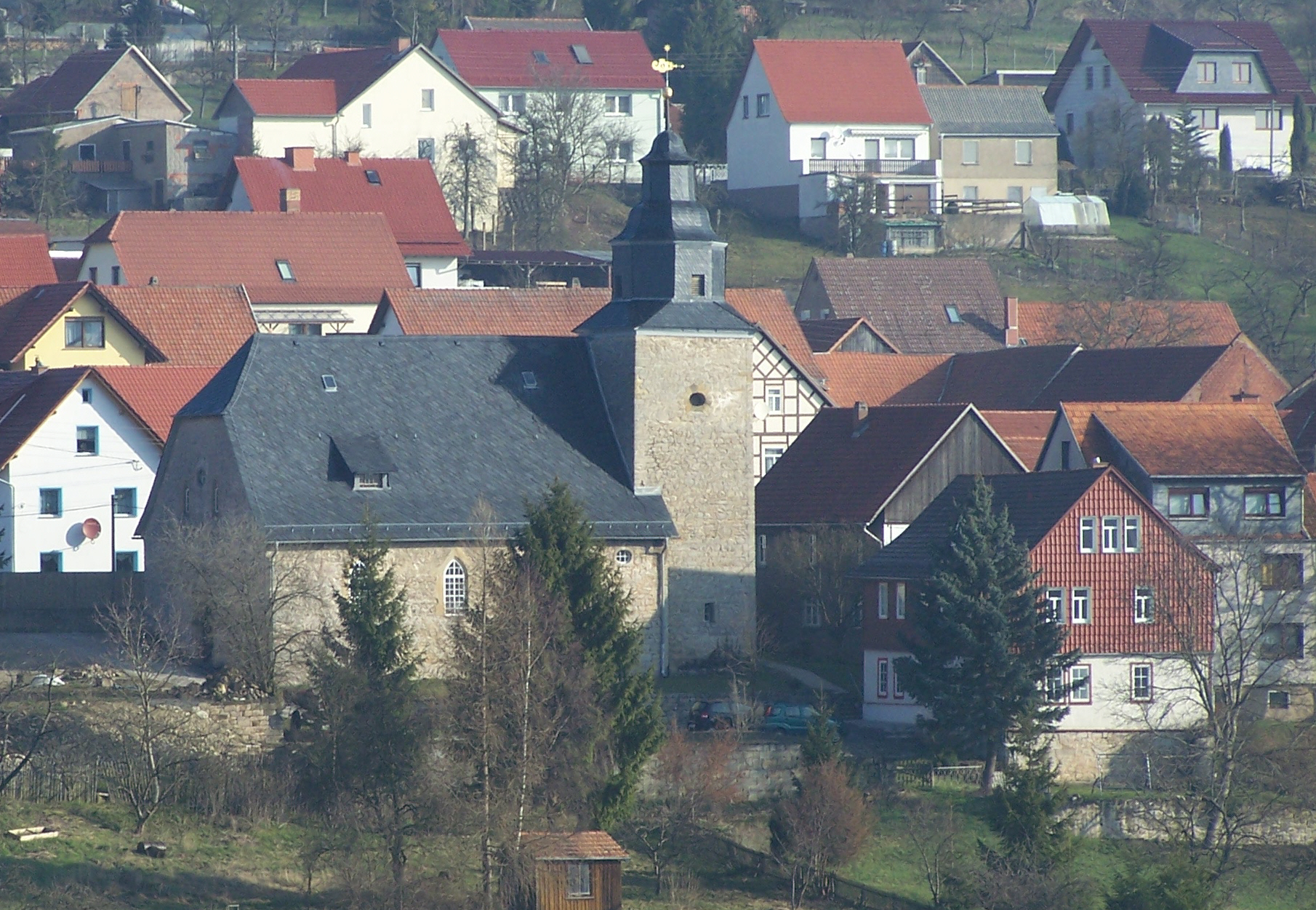
Die Scherbdaer Dreifaltigkeitskirche

Die Dreifaltigkeitskirche steht im Ortsteil Scherbda der Stadt Amt Creuzburg im Wartburgkreis in Thüringen.

## Geschichte
Eine erste Kirche wurde in Scherbda schon im 15. Jahrhundert als Schlosskapelle des älteren Rittergutes erbaut. Herrschaft und Kirchenpatronat lagen bis 1588 bei der Familie von Creuzburg, danach bei einer Nebenlinie des alten thüringischen Adelsgeschlechts Wangenheim. Diese veranlassten die Umbauten und Erweiterungen von 1671, von der die Inschrift über dem Westportal zeugt. Die wettinischen Landesherren erwarben die Herrschaft 1753 und veranlassten die Neuausstattung von 1761. Gut und Kirchenpatronat gingen schließlich 1835 an die Gemeinde über. 1962 und 1971 wurde das Schieferdach der Kirche mit Ziegeln gedeckt, die in den 1990er Jahren denkmalgerecht durch Schiefer ersetzt wurden. Ende der 1980er Jahre erfolgte eine Schwammsanierung in Eigenleistung der Kirchgemeinde. Weitere Restaurierungen betrafen Holzeinbauten und Ausmalung.
Die besondere Bedeutung der Kirche liegt in weitgehend geschlossener Erhaltung einer Kirchenausstattung der zweiten Hälfte des 17. Jahrhunderts, die mit Emporen, Gestühl, Herrschaftsstand, Kanzel samt Aufgang und Pfarrherrenstand sowie Resten der herrschaftlichen Grablege der protestantischen Nutzung als Pfarrkirche und Residenzkirche der kleinen Herrschaft entspricht, darüber hinaus eine aufwendige Ausmalung des mittleren 18. Jahrhunderts geschlossen bewahrt hat.

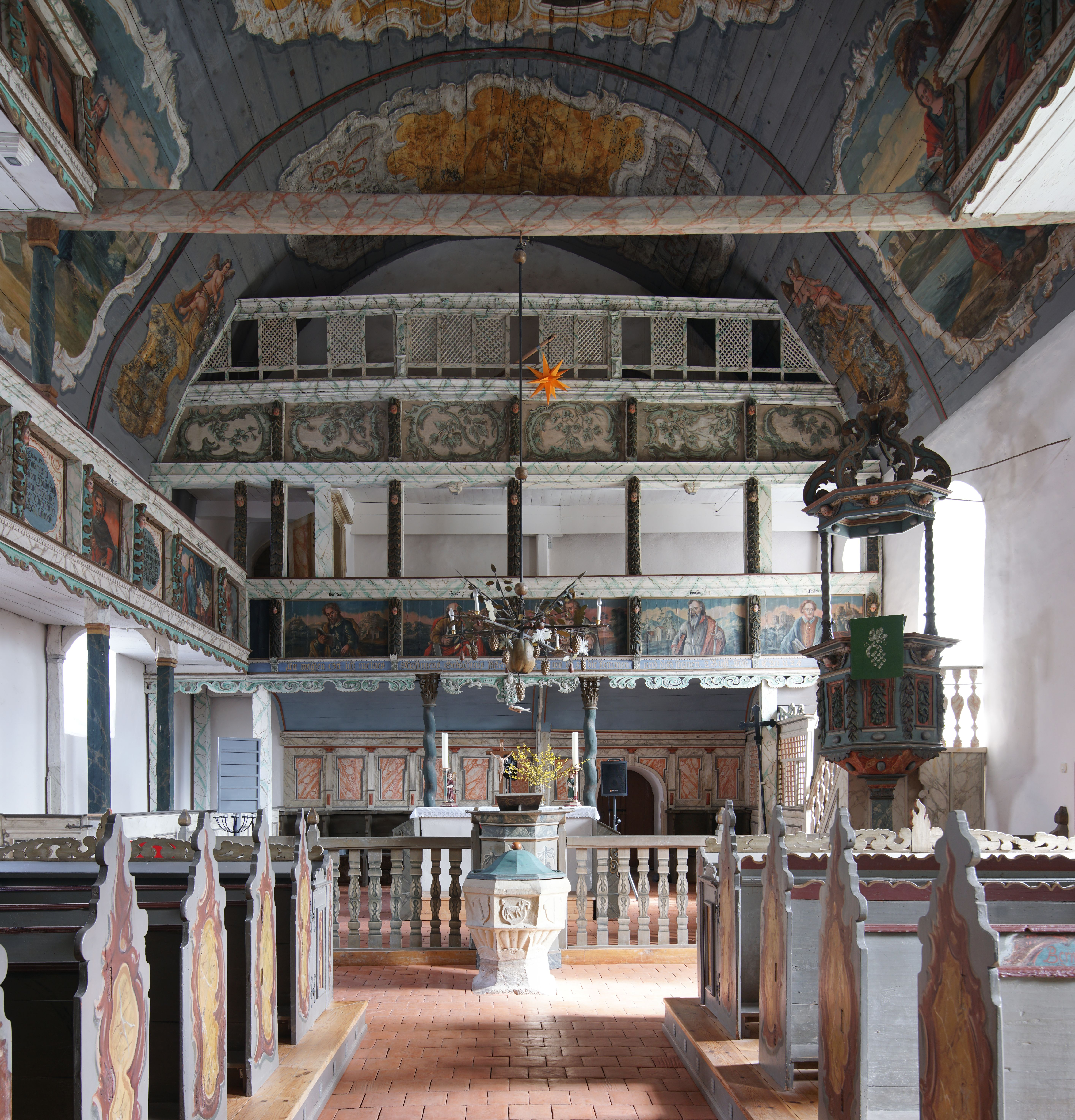
Scherbda, Kirche innen nach Osten, 2024.

## Bau und Ausstattung
Die auf einfachem rechteckigen Grundriss mit seitlich eingestelltem Turm errichtete Kirche geht in Form und Mauerwerk weitgehend auf das 15. Jahrhundert zurück, ehemalige Zugänge im Süden nehmen Bezug auf die ehemals dort anschließenden Gebäude der Herrschaft. Eine Erneuerung erfolgte 1571 noch durch die Creuzburger als Kirchenherren, vermutlich in Anpassung an die nun protestantischen Nutzungserfordernisse, eine Erweiterung nahmen 1671 die Wangenheimer als neue Patronatsherren vor. Die Ausstattung ist durch die Nutzung als Pfarrkirche des Ortes und als Residenzkirche der Herrschaftsinhaber geprägt. Besonders nach der Reformation konnte die Familie Wangenheim so durch Herrschaftsstand und Begräbnisse den Innenraum repräsentativ in Anspruch nehmen, musste aber auch für Unterhalt und Ausstattung sorgen. Die heutige Ausstattung des mit einer Holztonne gedeckten, rechteckigen, durch rundbogige Fenster mit tiefen Laibungen belichteten Saales wird durch die Ausmalung von 1761 bestimmt, die erfolgte, als die wettinischen Landesherren Herrschaft und Patronat erworben hatten. Mehrfach umgebaute zweistöckige Emporen, zugänglich durch Aufgang im Westen, nach den Kirchenordnungen der Zeit für ledige und verheiratete Männer bestimmt, befinden sich in Norden und Süden. Deren aktuelle Disposition nimmt auf die Ausmalung des 18. Jahrhunderts Rücksicht. Besonderheit ist die im Osten über dem Altar aufragende, die ganze Breite einnehmende zweigeschossige Konstruktion des Herrschaftsstandes, in dem die Patronatsfamilie am Gottesdienst teilnahm. Dessen verglaste Fenster fehlen im unteren Emporengeschoß, während darüber noch Holzgitter als Sichtblenden erhalten sind. Die ursprünglichen außenliegenden Zugänge des Herrschaftsstandes sind nicht erhalten. Unten an der Ostwand befindet sich das Gestühl mit Klappsitzen aus dem 17. Jahrhundert, m Norden der Pfarrherrenstand mit Sichtschutz aus Holzgittern und Kanzelaufgang, während Gestühl für Konfirmanden und Beichtstühle verloren sind. Nur zu Seiten des Altares erhielten sich Betbänke, die der Austeilung des Abendmahls in beiderlei Gestalt dienten. Die Kanzel aus Holz mit Engelsköpfen und Girlanden entstammt den Jahrzehnten um 1700, ebenso der mit Voluten besetzte Schalldeckel auf zwei gedrehten Säulen, den zwei wohl alte Eisenstangen an der Nordwand abstützen. Die durch eckige Baluster gezierte Abschrankung des Chorbereichs mit mittigem Pult ist wohl Produkt des späteren 18. Jahrhunderts und restauratorischer Erneuerung, ebenso die direkt davor erfolgte Aufstellung des achteckigen Taufsteines von 1566 mit Wappen.

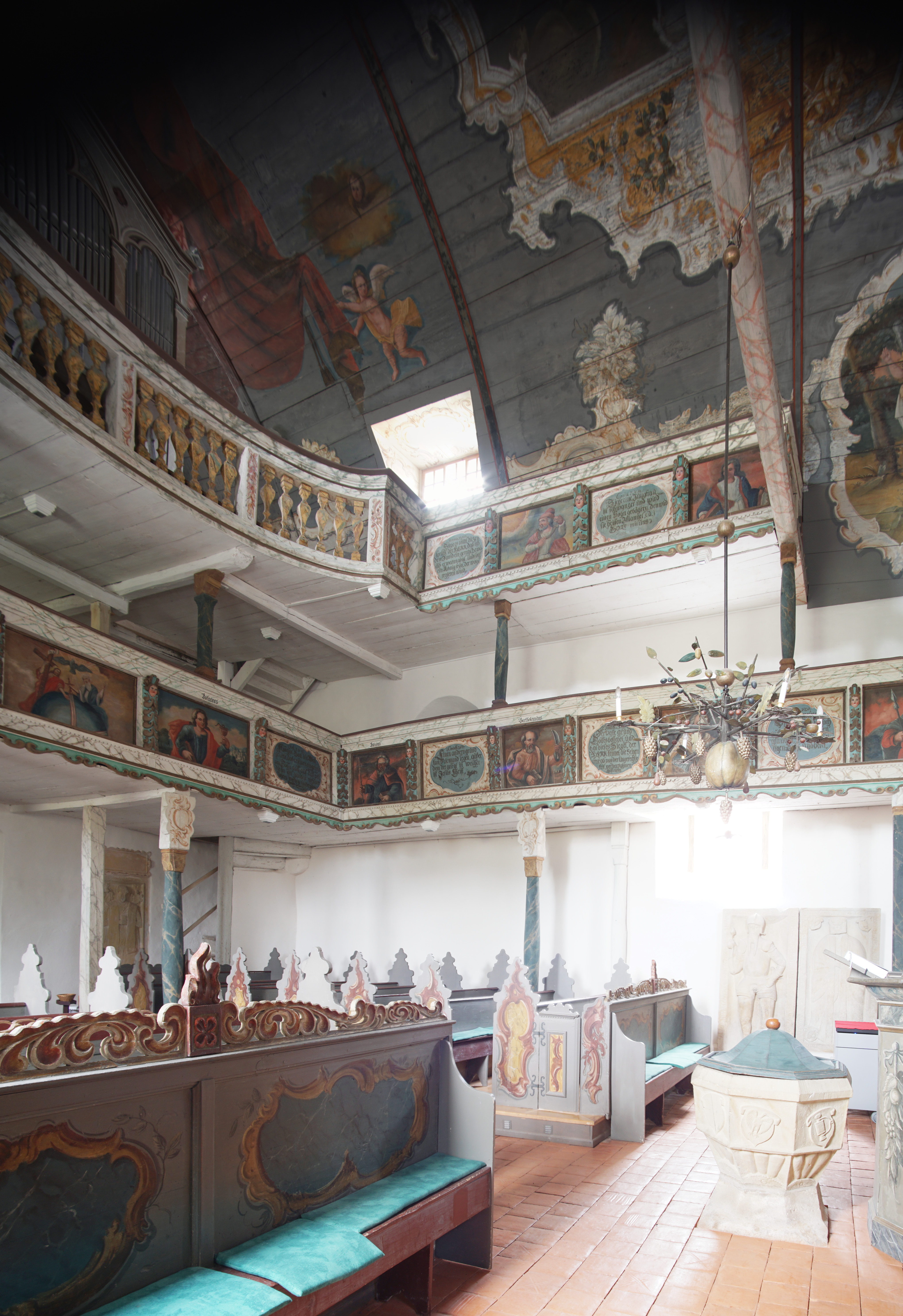
Scherbda, Kirche innen nach Nordwesten

Die Deckentonne zeigt als Hauptbild die Auferstehung Christi, seitlich Johannes auf Patmos und den Evangelisten Matthäus. In den Feldern der Emporenbrüstung Propheten, Apostel und Evangelisten in Halbfigur vor Landschaft, dazwischen Schriftzitate in der Schrift des 18. Jahrhunderts. Während die figürlichen Malereien recht provinziell wirken, fallen die rahmenden Rocaille-Kartuschen und die Schrift wegen ihrer Qualität auf, ebenso die gemalten Rocaille-Kapitelle auf den formgeschnittenen Brettern der Emporenstützen. Ähnlich qualitätvoll ausgeführt sind die aus verschiedenen Zeiten stammenden geschnitzten Ornamente unterhalb der Emporenbrüstungen, besonders das Knorpel- und Ohrmuschelwerk an der Ostseite. Ein schmiedeeiserner Leuchter mit hölzernen Früchten stammt aus dem Jahr 1702. Das Langhausgestühl bewahrt alte Teile, etwa die Türen der ersten Gestühlreihe, Schnitzornamente auf den Rückenlehnen und Gestühlwangen in Formen des 17. Jahrhunderts. Die gemalten Rocaille-Ornamente darauf sind Wiederherstellungen der Bemalung des 18. Jahrhunderts. Figürliche, ehemals als Bodenplatten dienende Grabsteine an den Wänden aus dem 16. und 17. Jahrhundert gehören zu Bestattungen der nacheinander das Kirchenpatronat innehabenden Creutzburger und Wangenheimer, das Fehlen von Grabplatten männlicher Wangenheimer deutet auf erhebliche Verluste. Wann die Platten an die Wände kamen und der alte Fußboden erstmals ersetzt wurde, ist unklar. Eine Orgel des späten 19. Jahrhunderts wurde um 2000 wieder hergestellt. Eine bezeugte Glocke von 1776, hergestellt von Kutschbach in Eisenach, wurde im Ersten Weltkrieg eingeschmolzen, eine zweite von 1796 entkam diesem Schicksal und wurde zurückgeführt, 1926 kam eine weitere hinzu. Restaurierungen des Innenraumes erfolgten seit den späten 1980er Jahren.

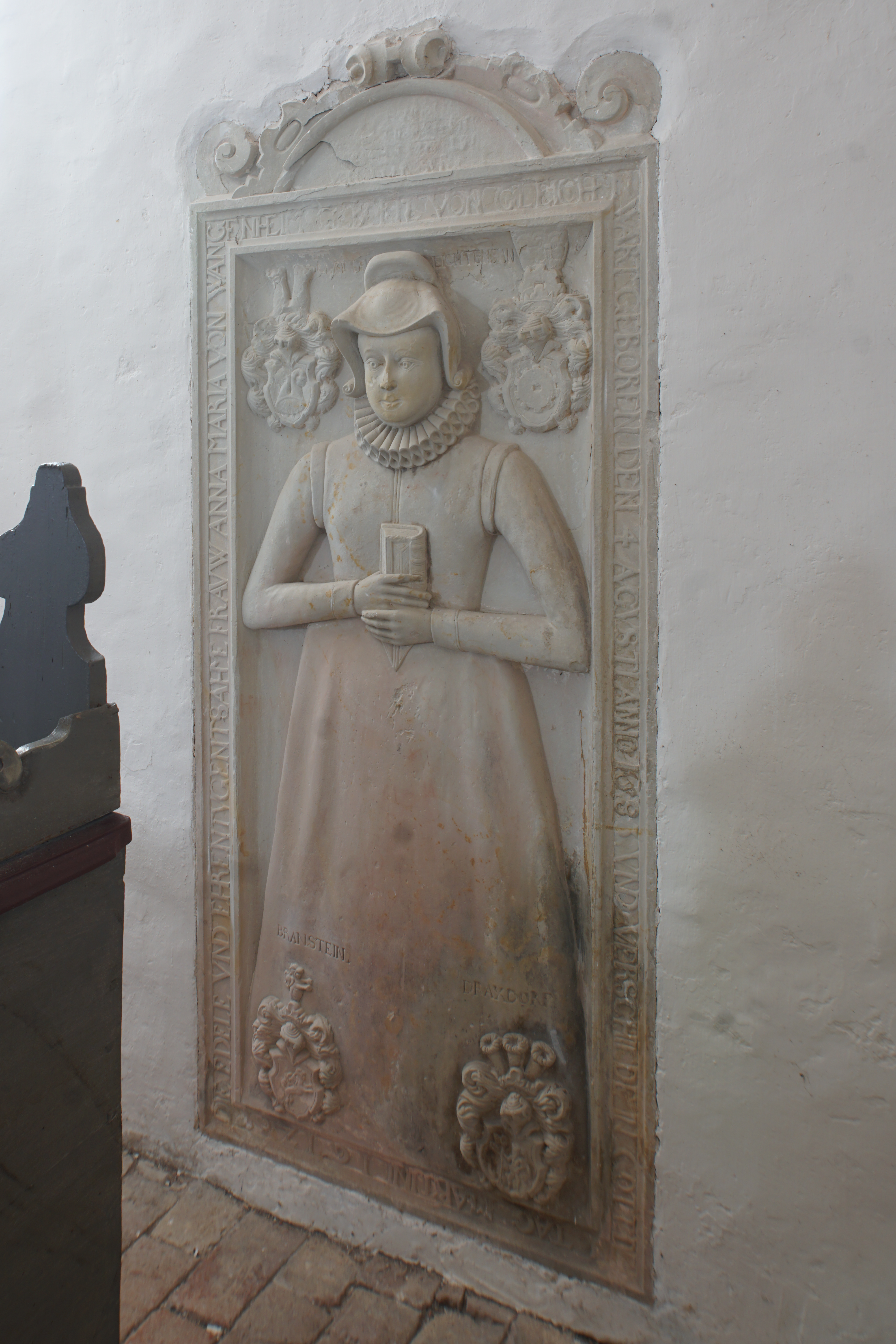
Grabplatte der Anna Maria von Wangenheim gest. 1612, Scherbda, Kirche

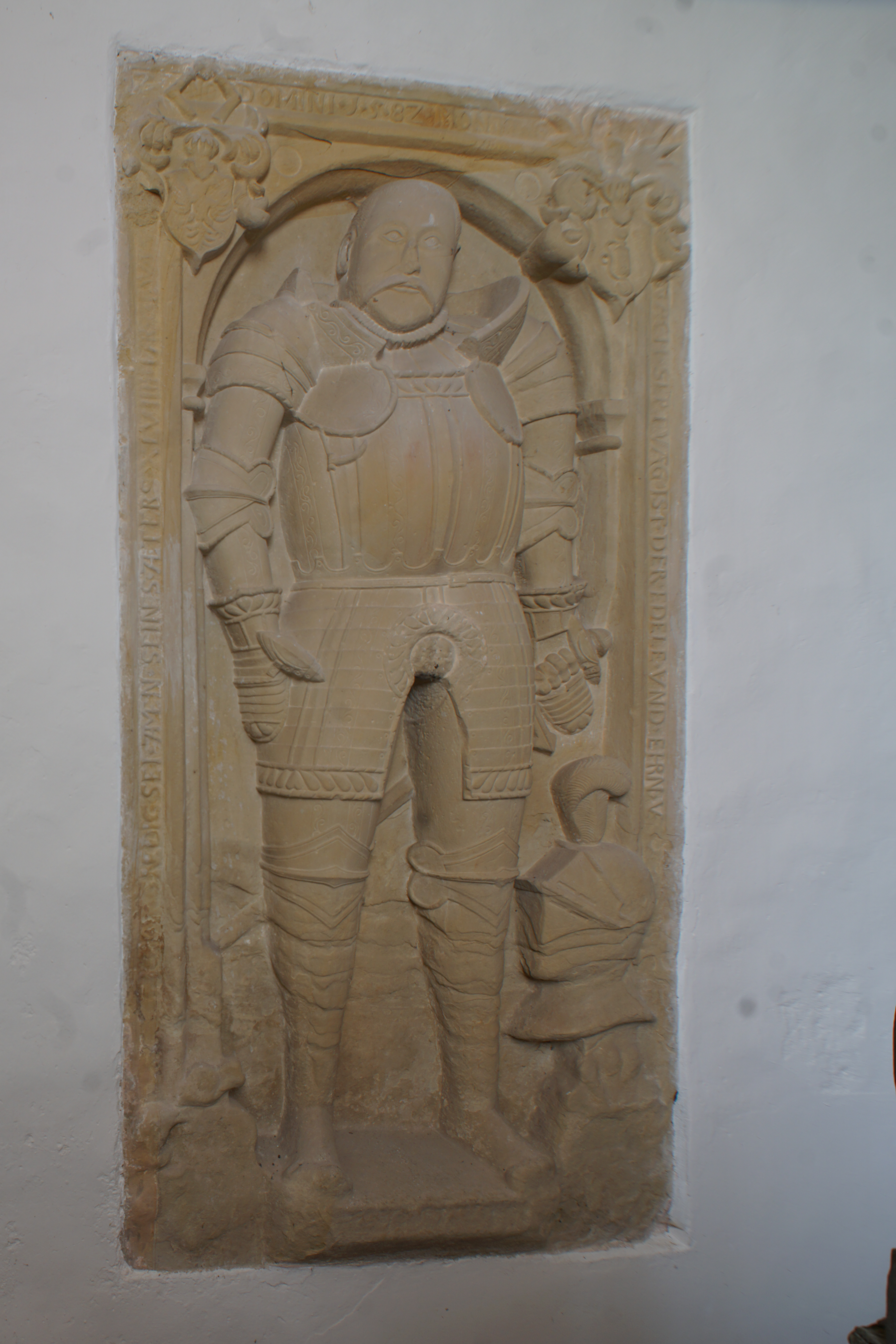
Grabplatte eines Herren von Creutzburg, Name unleserlich, gest. 1582